# Ballivor
Ballivor (Baile Íomhair  em irlandês) é uma pequena cidade no condado de Meath na República da Irlanda.